# Хелстром
«Хелстром» (англ. Helstrom) — американский супергеройский сериал, созданный Полом Збышевски для Hulu на основе персонажей Дэймона и Сатаны Хелстромов из комиксов издательства Marvel. Рассказывает самостоятельную историю в рамках киновселенной Marvel. Проект разработан ABC Signature и Marvel Television со Збышевски в качестве шоураннера.
Том Остин и Сидни Леммон сыграли Дэймона и Ану Хелстромов соответственно, детей могущественного серийного убийцы, которые охотятся на худших представителей человечества. Элизабет Марвел, Роберт Уиздом, Джун Керрил, Арианна Герри и Ален Юай сыграли второстепенные роли. О заказе сериала на Hulu было объявлено в мае 2019, он был запланирован как начало франшизы «Путешествие в страх» от Marvel Television. Съемки проходили в Ванкувере с октября 2019 по март 2020 года. Контроль за сериалом перешёл к Marvel Studios в декабре 2019 года после объединения с Marvel Television.

## Синопсис
Сериал рассказывает историю Дэймона и Аны Хелстромов, сына и дочери загадочного и могучего серийного убийцы. Брат и сестра выслеживают самых ужасных представителей человечества.

## Актеры и персонажи

### Главные герои
- Том Остин — Дэймон Хелстром
- Сидни Леммон — Ана Хелстром
- Элизабет Марвел — Виктория Хелстром, Мать / Ктара / Лили
- Роберт Уиздом — Генри / Смотритель
- Джун Керрил — Луиза Гастингс
- Ариана Гуерра — Габриэлла Россетти
- Ален Юи — Крис Йен

### Второстепенные персонажи
- Дэниел Кадмор — Кит Спайви / Басар
- Дебор Ван Вакенбург — Эстер Смит
- Дэвид Менье — Финн Миллер / Мэгот
- Тревор Робертс — Джошуа Кроу / Раум
- Хамза Фуад — Деррик Джексон
- Митч Пиледжи — Мардук Хелстром

## Список эпизодов
| № | Название                                               | Режиссёр          | Автор сценария           | Дата премьеры   |
| --- | ------------------------------------------------------ | ----------------- | ------------------------ | --------------- |
| 1 | «Маленькие помощники матери» «Mother's Little Helpers» | Даина Рейд        | Пол Збышевски            | 16 октября 2020 |
| Тревожные события в клинике Святой Терезы вызывают беспокойство, поскольку брат и сестра разошлись, а Мать остается в больнице.             |                                                        |                   |                          |                 |
| 2 | «Причастие» «Viaticum»                                 | Андерс Энгстрём   | Блэр Батлер              | 16 октября 2020 |
| Дэймон и Габриэлла, став свидетелями ужасной аварии, борются за спасение души погибшего, в то время как темная сила пытается их остановить. |                                                        |                   |                          |                 |
| 3 | «Ускользнувший» «The One Who Got Away»                 | Майкл Оффер       | Маркус Далзайн           | 16 октября 2020 |
| Дэймон и Ана узнают больше о разрушениях, которые их отец оставил после себя. Хастингс шокирует Смотрителя откровением.                     |                                                        |                   |                          |                 |
| 4 | «Сдерживание» «Containment»                            | Аманда Роу        | Шейла Уилсон             | 16 октября 2020 |
| Дэймон и Ана отправляются в Сан-Франциско в поисках Йена и артефакта, который может помочь победить врага.                                  |                                                        |                   |                          |                 |
| 5 | «Осужденный» «Committed»                               | Йованка Вукович   | Йен Собель & Мэтт Морган | 16 октября 2020 |
| Дэймон делает открытие, которое является самым настоящим вопросом жизни и смерти.                                                           |                                                        |                   |                          |                 |
| 6 | «Левиафан» «Leviathan»                                 | Сэнфорд Букставер | Аманда Сигел             | 16 октября 2020 |
| 7 | «Шрамы» «Scars»                                        | Билл Роу          | Марк Ляйтнер             | 16 октября 2020 |
| Смотритель оказывается в сложной ситуации, а доктор Хастингс буквально потрясает Дэймона новыми откровениями о его прошлом.                 |                                                        |                   |                          |                 |
| 8 | «На самом дне» «Underneath»                            | Чери Ноулан       | Мэгги Бандур             | 16 октября 2020 |
| Отношения между героями сериала усложняются, а риски возрастают. Чтобы спасти жизнь, Хастингсу и Ане предстоит совершить немыслимое.        |                                                        |                   |                          |                 |
| 9 | «Сосуды» «Vessels»                                     | Кевин Танчароен   | Йен Собель & Мэтт Морган | 16 октября 2020 |
| 10 | «Адская буря» «Hell Storm»                             | Джим О’Хенлон     | Пол Збышевски            | 16 октября 2020 |

## Производство
1 мая 2019 Hulu заказали мини-сериал «Хелстром» на основе персонажей Marvel Comics Дэймона и Сатаны Хелстромов, изменив имя последней на Ана. Пол Збышевски, в прошлом работавший исполнительным продюсером телесериала «Агенты Щ. И.Т.» от ABC, выступил шоураннером и исполнительным продюсером «Хелстром», вместе с главой Marvel Television Джеффом Лоубом и Каримом Зрейком. Marvel Television и ABC Signature Studios занялись совместным производством проекта. Первый сезон будет состоять из 10 эпизодов.
В декабре 2019 Marvel Television были присоединены к Marvel Studios, поэтому некоторый персонал перешел в этот отдел, чтобы завершить производство сериала. В апреле 2020 Marvel разорвали соглашение с Полом Збышевски, частично из-за пандемии коронавируса, однако он все же продолжил работу над сериалом. Ближе к июлю сериал потерял официальное название Marvel’s Helstrom , а Disney изменили ее на просто Helstrom для того, чтобы отделить бренд Marvel от содержания, основанного на жанре ужасов, не желая, чтобы зрители «наталкивались на это, ища что-то в тоне фильмов киновселенной Marvel».

### Съёмки
Съемки начались 7 октября 2019 в Ванкувере под рабочим названием Omens (рус. Предвестники), а закончились 14 марта следующего года.

### Релиз
Премьера состоялась 16 октября 2020 на платформе Hulu.